# Губенко Віталій Платонович
Віталій Платонович Губе́нко (нар. 17 червня 1933, Вовки — пом. 20 січня 2018, Миргород) — український художник і поет; член Спілки радянських художників України з 1978 року.

## Біографія
Народився 17 червня 1933 року на хуторі Вовковому (нині нежиле село Вовки Миргородського району Полтавської області, Україна). 1957 року закінчив Миргородський керамічний технікум, де навчався у Миколи Писанка; 1969 року — Київський художній інститут (викладачі Платор Білецький, Леонід Чичкан).
Упродовж 1968—1991 років працював на Київському творчо-виробничому художньому комбінаті; співпрацював із видавнцтвами «Мистецтво», «Дніпро», «Веселка». Жив у Києві в будинку на вулиці Курганівській, № 3, квартира № 91. Помер у Миргороді 20 січня 2018 року.

## Творчість
Працював у галузях станкової і книжкової графіки, станкового живопису. Серед робіт:
- порцелянова ваза «Руслан і Людмила» (1957);
- серія літографій «Григорій Сковорода» (1969);
- літографія «Григорій Сковорода і Змій-спокусник» (1972);
- обкладинки до книг «Григорій Сковорода: Вибрані твори» (Київ, 1971), «Григорій Сковорода. Біографія» Леоніда Махновця (Київ, 1972);
- фронтисписи та ілюстрації до роману «Предтеча» Василя Шевчука (Київ, 1972);
- плакат «Людвиґ ван Бетговен» (1972);
- серія гуашей за мотивами українських народних казок «Котигорошко» (1974) та «Кіт, Півень та Лисиця» (1981);
- кольорові ліногравюри за мотивами української народної казки «Колосок» (1977), казок братів Ґрімм, Ганса
 Крістіана Андерсена, Олександра Пушкіна, Дмитра Маміна-Сибіряка, Льва Толстого;
- естампи за мотивами українських народних казок — «Курочка Ряба», «Вовк і Козенята», «Котик і Півник», «Лисичка-сестричка і вовк панібрат», «Рукавичка» (усі — 1970–1980-ті);
- серія акварелей до української народної казки «Солом'яний бичок»;
- ілюстрації до перекладу англійською мовою української народної казки «The miracle of the stone moyntain» (Київ, 1986);
- портрети письменника Олекси Мусієнка (1974), «Максим Рильський, Павло Тичина, Володимир Сосюра» (1982);
- живопис — «Пейзаж. Село Юрки» (1998), «Садиба Є. Білокобили» (1998), «Садиба А. Шафаренка» (1999), «Кларі та Олегові Сміянам» (2000).

З 1966 року брав участь у республіканських, всесоюзних мистецьких виставках.
Графічні твори зберігаються в Національному художньому музеї України, Музеї книги і друкарства України, Полтавському художньому музеї, Літературно-меморіальному музеї Івана Котляревського, Літературно-меморіальному музеї Павла Тичини у Києві, Миргородському краєзнавнавчому музеї, Меморіальному музеї Григорія Сковороди в Переяславі, Українському музеї у Нью-Йорку.

### Літературна творчість
Автор сонетів, які були опубліковані у «Літературній Україні» (2002, 19 вересня), журналах «УК» (2003, № 3–4), «Вітчизна» (під назвою «Роки бажань, розп'яті на хресті», 2004, № 7–8), альманасі «Радосинь» (Київ, 2004); а також архітектонічно-епічної поеми «Терново-лавровий вінок сонетів».